# Evangelická luterská zemská církev Saska

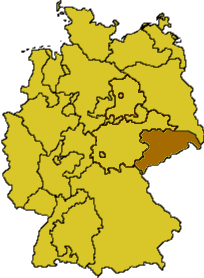
Oblast působnosti církve na mapě Německa

Evangelická luterská zemská církev Saska (v německém originále Evangelisch-Lutherische Landeskirche Sachsens, ve zkratce EvLKS) je jednou z 22 členských církví sdružených v uskupení Evangelických církví v Německu (Evangelische Kirche in Deutschland). Územně církev zabírá většinu spolkové země Sasko. Jejím sídlem jsou Drážďany, ale biskupskou rezidencí je katedrála v Míšni. Úřad zemského biskupa od roku 2020 zastává Tobias Bilz.
V roce 1922 se k církvi hlásilo 4 509 000 věřících, což z ní dělalo největší členskou církev Evangelické církve v Německu. O devadesát let později, k roku 2012, měla církev 764 000 členů a následující rok se k ní přihlásilo 754 451 obyvatel.

## Členění
Evangelická luterská zemská církev Saska se dělí na 18 církevních okrsků, v jejichž čele stojí superintendent nebo superintendentka.
Regionální církevní úřad Chemnitz
- Církevní okrsek Annaberg
- Církevní okrsek Aue
- Církevní okrsek Auerbach
- Církevní okrsek Chemnitz
- Církevní okrsek Marienberg
- Církevní okrsek Plavno
- Církevní okrsek Zwickau

Regionální církevní úřad Drážďany
- Církevní okrsek Budyšín-Kamenec
- Církevní okrsek Drážďany střed
- Církevní okrsek Drážďany sever
- Církevní okrsek Freiberg
- Církevní okrsek Löbau-Žitava
- Církevní okrsek Míšeň-Großenhain
- Církevní okrsek Pirna

Regionální církevní úřad Lipsko
- Církevní okrsek Lipská země
- Církevní okrsek Lipsko
- Církevní okrsek Leisnig-Oschatz
- Církevní okrsek Glauchau-Rochlitz

## Vedení církve
V čele církve stojí zemský biskup, který je duchovním vůdcem církve. Je volen zemskou synodou a je předsedou vedení církve, které je rovněž voleno synodou.
Zemští biskupové od roku 1922
- 1922–1933: Ludwig Heinrich Ihmels
- 1933–1945: Friedrich Otto Coch
- 1945–1947: zemský superintendent Franz Lau
- 1947–1953: Hugo Hahn
- 1953–1971: Gottfried Noth
- 1971–1994: Johannes Hempel
- 1994–2004: Volker Kreß
- 2004–2015: Jochen Bohl
- 2015–2019: Carsten Rentzing
- 2019–2020: místo uvolněné, úřad zastupován vrchním zemským církevním radou Thilo Danielem
- od 2020: Tobias Bilz